# Eparchia raszko-prizreńska

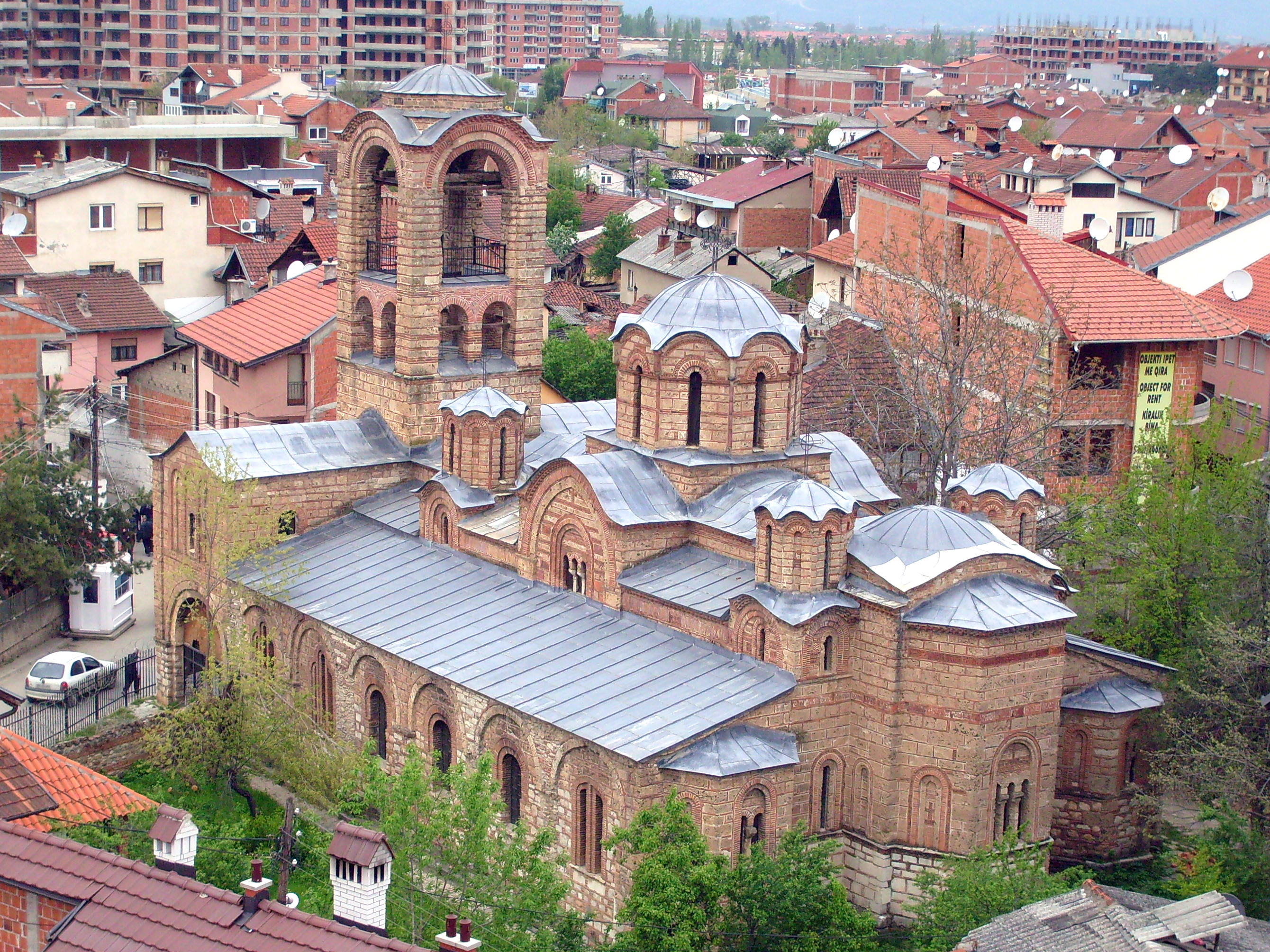
Cerkiew Bogurodzicy Ljeviškiej w Prizrenie

Eparchia raszko-prizreńska – jedna z eparchii Serbskiego Kościoła Prawosławnego obejmująca terytorium Kosowa. Jej ordynariuszem jest biskup raszko-prizreński Teodozjusz (Šibalić), zaś funkcje katedry pełni sobór św. Jerzego w Prizrenie. 

## Historia
Prizren był siedzibą prawosławnej eparchii już w XI w. Eparchia raszko-prizreńska została erygowana w 1807 lub 1808, gdy władze tureckie zdecydowały o połączeniu eparchii prizreńskiej i eparchii raszkiej w jedną administraturę, w randze metropolii. Granice nowej eparchii wyznaczały Ochryda, Novi Pazar, Szkodra i Novo Brdo. Do 1895 ordynariuszami eparchii byli Grecy, fanarioci; ostatnim był metropolita Melecjusz zmarły w 1895. W 1912 z terytorium administratury wyłączono okolice Peci.
W 1913 eparchię raszko-prizreńską włączono do Serbskiego Kościoła Prawosławnego (metropolii belgradzkiej). W jego jurysdykcji administratura utraciła status metropolii.
Po operacji Allied Force i wycofaniu się wojsk serbskich z Kosowa świątynie prawosławne należące do eparchii raszko-prizreńskiej były wielokrotnie przedmiotem ataków kosowskich Albańczyków. W szczególności podczas zamieszek w Kosowie w marcu 2004 zniszczonych zostało 35 cerkwi i monasterów oraz pałac biskupów raszko-prizreńskich oraz eparchialne seminarium duchowne Świętych Cyryla i Metodego. Obiekty te w kolejnych latach zostały w większości odnowione i przywrócone do użytku liturgicznego.

### Biskupi raszko-prizreńscy[1]
- Joannicjusz, 1807–1818
- Zachariasz (Dečanac), 1819–1830
- Ananiasz, 1830–1836
- German, 1836–1838
- Syneksjusz, 1838–1840
- Ignacy, 1840–1849
- Parteniusz, 1849–1854
- Melecjusz, 1854–1895
- Dionizy (Petrović), 1896–1900
- Nikifor (Perić), 1901–1911
- Gabriel (Dožić), 1912–1920
- Michał (Šiljak), 1920–1928[5]
- Serafin (Jovanović), 1928–1945[6]
- Włodzimierz (Rajić), 1947–1956[7]
- Paweł (Stojčević), 1957–1990[8]
- Artemiusz (Radosavljević), 1991–2010[9]
- Teodozjusz (Šibalić), od 2010[10]

## Podział administracyjny
Eparchia dzieli się na pięć dekanatów (namiestnictw): gnilański, kosowsko-mitrowicki, nowopazarski, pećki, prisztiński i prizreński.